# Tisza Lajos (politikus, 1879–1942)
Borosjenői és szegedi Tisza Lajos (Budapest, 1879. március 3. – Kocsord, 1942. február 20.) magyar politikus, százados.

## Családja
Apja Tisza Kálmán, testvére Tisza István. 

## Élete
1899-ben államtudományi államvizsgát tett. Utána Németországban különböző gazdasági egyetemeken egészítette ki tanulmányait, majd hazatérve a volt Vilmos-huszároknál leszolgálta önkéntesi évét. Miután eleget tett katonai kötelezettségének, átvette családja szatmármegyei birtokainak vezetését s a gazdálkodásnak élt a háború kitöréséig. A háború kitörésekor, mint népfelkelő hadnagy vonulta  be a kassai 5.honvéd huszárezred népfelkelő osztagához és hatheti kiképzés után  került a harctérre. 
1915. április 1-én a hadosztály elrendelte, hogy az utászszázad Bálintpuszta védelmével akadályozz a meg az oroszok Laborc völgye felé való előrejutását. Hasonló halogató feladattal a hadosztálylovasság ulánusszázadának a z Uhliska magaslatot, az utászszázadtól balra pedig gróf Tisza Lajos főhadnagy parancsnoksága alatt álló népfölkelő huszárszázadának a 3. dandár mögött lévő 475-ös magaslatot kellett tartani. Április 2-án, nagypénteken, 1 0 óra tájban erő s tüzérségi tűzzel megindult az oroszok támadása.
A halogató harc során Tisza Lajos főhadnagy súlyos haslövést kapott. Huszárai  levitték a vasútállomásra, majd Budapestre szállították. Az I. számú sebészeti klinikán összesen nyolcszor operálták. 
1916 december 30-án Károly király elsőként avatta aranysarkantyús vitézzé. Akkor még olyan gyenge volt, hogy csak tisztiszolgája támogatásával tudott a király elé járulni. 
Az összeomlás után visszavonult a közélettől s gazdaságának élt.